# Штефані Штюбер
Штефані Штюбер (нім. Stefanie Stüber; нар. 11 грудня 1982, Мюлаккер, земля Баден-Вюртемберг) — німецька борчиня вільного стилю, чемпіонка, бронзова та дворазова срібна призерка чемпіонатів Європи.

## Біографія
Боротьбою почала займатися з 1992 року. Була віце-чемпіонкою світу 1998 року серед кадетів. Виступала за клуб «VfK 07» Шифферштадт, земля Рейнланд-Пфальц.

## Спортивні результати на міжнародних змаганнях

### Виступи на Чемпіонатах світу
| Змагання                        | Збірна    | Вагова категорія          | Місце |
| ------------------------------- | --------- | ------------------------- | ----- |
| Чемпіонат світу з боротьби 2003 | Німеччина | жіноча боротьба, до 59 кг | 8     |
| Чемпіонат світу з боротьби 2005 | Німеччина | жіноча боротьба, до 59 кг | 14    |
| Чемпіонат світу з боротьби 2006 | Німеччина | жіноча боротьба, до 59 кг | 8     |
| Чемпіонат світу з боротьби 2007 | Німеччина | жіноча боротьба, до 63 кг | 17    |
| Чемпіонат світу з боротьби 2009 | Німеччина | жіноча боротьба, до 63 кг | 12    |

### Виступи на Чемпіонатах Європи
| Змагання                         | Збірна    | Вагова категорія          | Місце  |
| -------------------------------- | --------- | ------------------------- | ------ |
| Чемпіонат Європи з боротьби 2003 | Німеччина | жіноча боротьба, до 59 кг | Срібло |
| Чемпіонат Європи з боротьби 2004 | Німеччина | жіноча боротьба, до 59 кг | 4      |
| Чемпіонат Європи з боротьби 2006 | Німеччина | жіноча боротьба, до 59 кг | Срібло |
| Чемпіонат Європи з боротьби 2007 | Німеччина | жіноча боротьба, до 63 кг | Золото |
| Чемпіонат Європи з боротьби 2009 | Німеччина | жіноча боротьба, до 63 кг | Бронза |
| Чемпіонат Європи з боротьби 2010 | Німеччина | жіноча боротьба, до 63 кг | 10     |

### Виступи на Кубках світу
| Змагання                    | Збірна    | Вагова категорія          | Місце |
| --------------------------- | --------- | ------------------------- | ----- |
| Кубок світу з боротьби 2003 | Німеччина | жіноча боротьба, до 59 кг | 5     |

### Виступи на Чемпіонатах світу серед військовослужбовців
| Змагання                                                  | Збірна    | Вагова категорія          | Місце  |
| --------------------------------------------------------- | --------- | ------------------------- | ------ |
| Чемпіонат світу з боротьби серед військовослужбовців 2010 | Німеччина | жіноча боротьба, до 63 кг | Бронза |

### Виступи на інших змаганнях
| Змагання                                                        | Збірна    | Вагова категорія          | Місце  |
| --------------------------------------------------------------- | --------- | ------------------------- | ------ |
| Austrian Ladies Open 2001                                       | Німеччина | жіноча боротьба, до 62 кг | 5      |
| Klippan Lady Open 2003                                          | Німеччина | жіноча боротьба, до 59 кг | Бронза |
| Гран-прі Німеччини з боротьби 2003                              | Німеччина | жіноча боротьба, до 59 кг | Срібло |
| Austrian Ladies Open 2003                                       | Німеччина | жіноча боротьба, до 59 кг | Бронза |
| Тестовий турнір FILA 2004                                       | Німеччина | жіноча боротьба, до 59 кг | Бронза |
| Klippan Lady Open 2004                                          | Німеччина | жіноча боротьба, до 59 кг | Срібло |
| Austrian Ladies Open 2005                                       | Німеччина | жіноча боротьба, до 63 кг | 10     |
| Klippan Lady Open 2006                                          | Німеччина | жіноча боротьба, до 59 кг | Золото |
| Гран-прі Німеччини з боротьби 2006                              | Німеччина | жіноча боротьба, до 59 кг | Бронза |
| Гран-прі Німеччини з боротьби 2007                              | Німеччина | жіноча боротьба, до 63 кг | 7      |
| Austrian Ladies Open 2008                                       | Німеччина | жіноча боротьба, до 63 кг | Бронза |
| Гран-прі Німеччини з боротьби 2008                              | Німеччина | жіноча боротьба, до 63 кг | Золото |
| Олімпійський кваліфікаційний турнір з боротьби 2008 (Хапаранда) | Німеччина | жіноча боротьба, до 63 кг | 8      |
| Міжнародний меморіал Дейва Шульца 2009                          | Німеччина | жіноча боротьба, до 63 кг | Бронза |
| Klippan Lady Open 2009                                          | Німеччина | жіноча боротьба, до 63 кг | Золото |
| Гран-прі Німеччини з боротьби 2009                              | Німеччина | жіноча боротьба, до 63 кг | 5      |
| Austrian Ladies Open 2009                                       | Німеччина | жіноча боротьба, до 63 кг | 10     |
| Міжнародний меморіал Дейва Шульца 2010                          | Німеччина | жіноча боротьба, до 63 кг | Бронза |

### Виступи на змаганнях молодших вікових груп
| Змагання                                       | Збірна    | Вагова категорія          | Місце  |
| ---------------------------------------------- | --------- | ------------------------- | ------ |
| Чемпіонат світу з боротьби серед кадетів 1998  | Німеччина | жіноча боротьба, до 56 кг | Срібло |
| Чемпіонат світу з боротьби серед юніорів 2001  | Німеччина | жіноча боротьба, до 63 кг | 7      |
| Чемпіонат Європи з боротьби серед юніорів 2002 | Німеччина | жіноча боротьба, до 63 кг | 10     |